# Niponius obtusipes
Niponius obtusipes är en skalbaggsart som beskrevs av Lewis 1885. Niponius obtusipes ingår i släktet Niponius och familjen stumpbaggar. Inga underarter finns listade i Catalogue of Life.